# Rue des Rosiers
Rue des Rosiers (tj. Růžová ulice) je ulice v Paříži. Nachází se ve 4. obvodu. Jedná se hlavní ulici v tradiční židovské čtvrti Marais. Nachází se zde proto množství obchodů a restaurací především sefardských židů.

## Poloha
Ulice je orientována z východu na západ. Vede od Rue Malher a končí u Rue Vieille-du-Temple.

## Historie
Ulice nejspíše vznikla již ve 13. století podél městských hradeb postavených Filipem II. Augustem. Růže, které se pnuly po stěnách hradeb, daly ulici jméno, které je doloženo v roce 1230. Pozůstatky hradeb jsou dodnes viditelné ve dvoře domů č. 10, 14 nebo 82.
Původně měla Rue des Rosiers jinou trasu. Začínala u Rue du Roi-de-Sicile, pokračovala dnešní ulicí Rue Ferdinand-Duval a pak se stočila doprava k Rue Vieille-du-Temple. Ulice na levou stranu (dnešní východní část Rue des Rosiers) mezi Rue Ferdinand-Duval a Rue Pavée byla slepá ulička s různými názvy: Rue de la Quoquerée (1292), Cul-de-sac de la Lamproie (1400), Rue Coquerée (1415), Rue Coquerrie (1540), Cul-de-sac Coquerelle aj. V letech 1848–1850 byla ulice postupně proražena až k dnešní Rue Mahler a 5. listopadu 1850 byla pojmenována po celé své délce. Současná Rue Ferdinand-Duval se oddělila od Rue des Rosiers již v 15. století a nazývala se Rue des Juifs (Židovská ulice). V roce 1900 získala současný název.

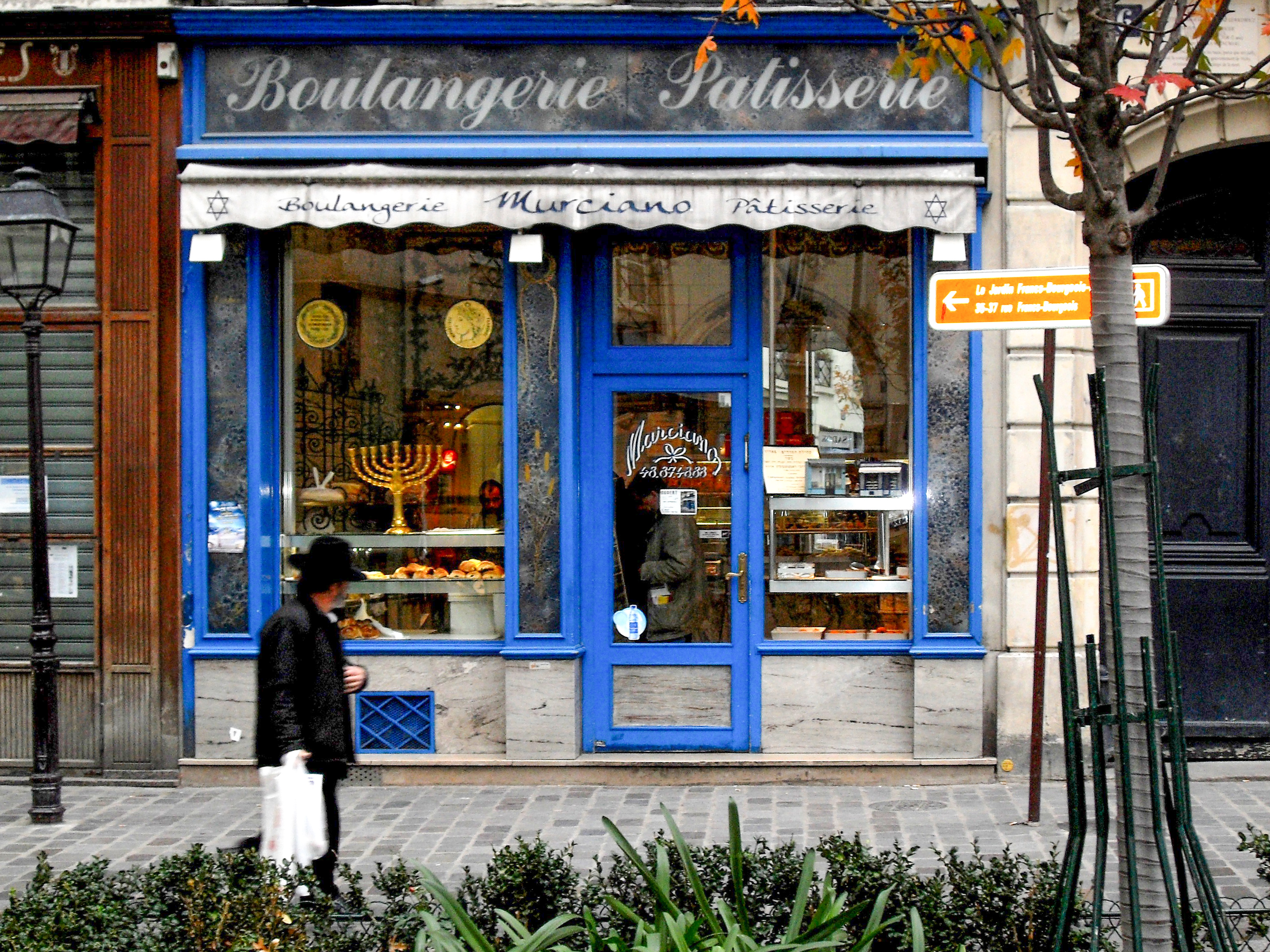
Židovské pekařství v ulici

Židovská komunita se zde vytvořila již ve středověku a byla často ovlivněna politickými událostmi ve Francii i v zahraničí, ať již to bylo vyhnání židů Karlem VI. roku 1394, nebo naopak v letech 1881–1914 velký příliv obyvatel, kteří utíkali před perzekucí v Rumunsku, Rakousku, Maďarsku a Rusku. Tato imigrace vysvětluje dominanci aškenázských židů v první polovině 20. století.
Rue des Rosiers byla také místem křesťanského kultu. Na rohu Rue des Rosiers a Rue Ferdinand-Duval stávala socha Panny Marie. Byla zničena v roce 1528 při perzekuci proti protestantům. Místo ní nechal král František I. zhotovit stříbrný obraz, který byl ukraden v roce 1545. Nahradila jej opět kamenná socha Panny Marie, která existovala do roku 1789, kdy byla za Velké francouzské revoluce odstraněna.
Ulice stejného jména se nacházela i na Montmartru. Po jeho připojení k Paříži v roce 1860 byla tamní ulice přejmenována na Rue du Chevalier-de-la-Barre.
V roce 2007 proběhly v ulici stavební práce (nová dlažba, výsadba, osvětlení), které jsou součástí programu na zklidnění ulic ve čtvrti Marais. Od roku 2006 je Rue des Rosiers každou neděli přeměněna na pěší zónu.

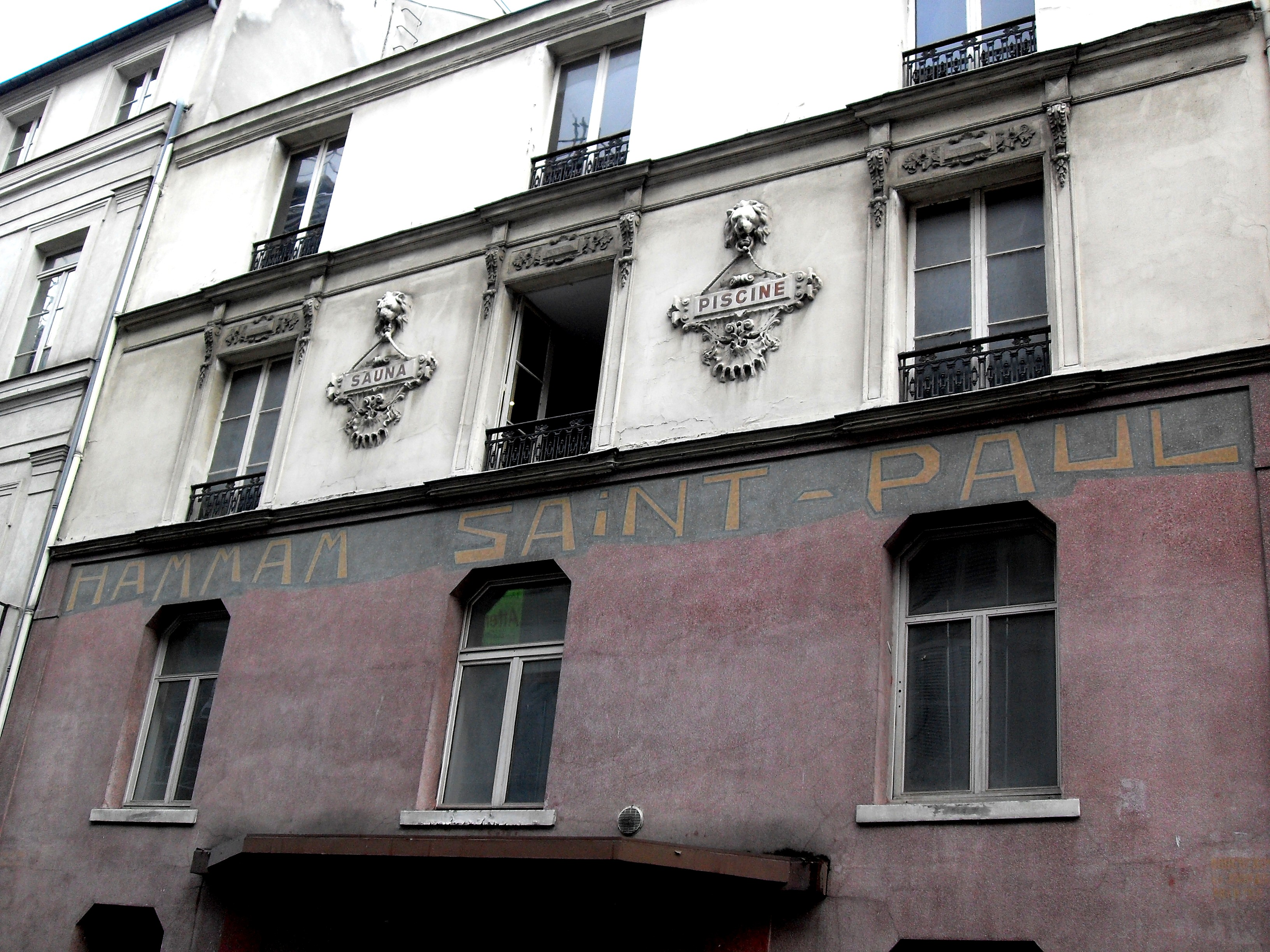
Budova bývalých tureckých lázní

## Zajímavé stavby
- Dům č. 4: nacházely se zde turecké lázně (hammam) postavené roku 1863.
- Dům č. 7: nacházela se zde restaurace, kde byl 9. srpna 1982 spáchán teroristický útok
- Dům č. 17: nachází se zde jedna ze dvou synagog v ulici. druhá je v č. 25. Obě synagogy jsou ortodoxní a nezávislé na centrální konzistoři. Tato synagoga patří k hnutí Chabad Lubavič.
- Dům č. 23: městský palác ze 17. století.

## Ulice v kultuře
Ve filmu Maigret klade past (1958) se v Rue des Rosiers stane vražda, kterou komisař Maigret vyšetřuje.
Jedna ze scén ve filmu Dobrodružství rabína Jákoba z roku 1973 se odehrává na této ulici. I když kamera zabírá ceduli s nápisem ulice, exteriéry byly natočeny v Saint-Denis a interiéry v synagoze ve studiu.
Jeden z románů Léo Maleta, o detektivu Nestoru Burmovi s názvem Du rébecca rue des Rosiers se odehrává v této čtvrti. Román vyšel v roce 1958 a v roce 1992 byl zfilmován v rámci televizního seriálu.
Román Le Schnorrer de la rue des Rosiers, který napsal Michèle Kahn, popisuje pravdivý příběh muže, který přežil věznění v koncentračním táboře.